# Simboli nazionali del Canada

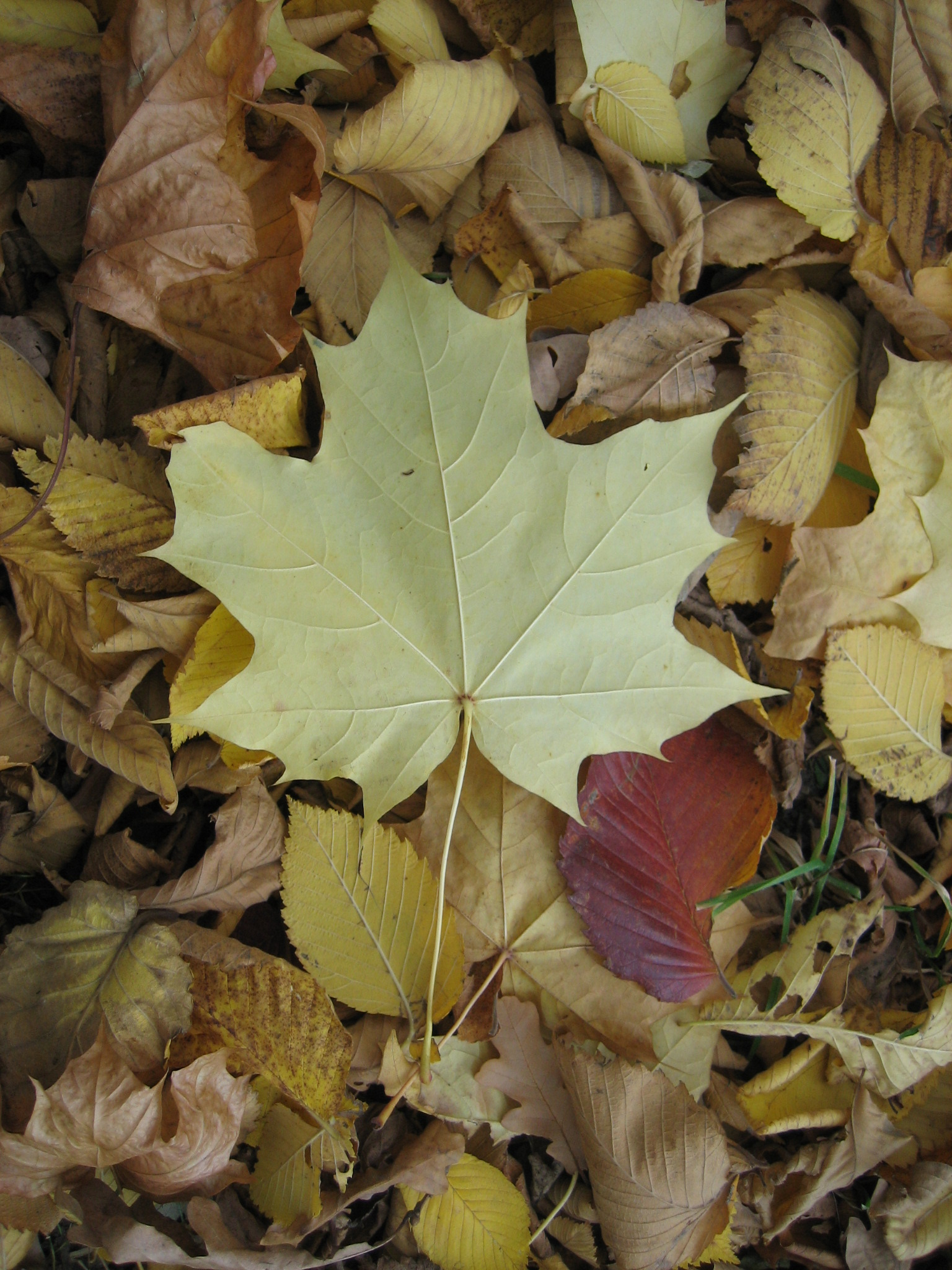
Un esempio della foglia tipica dell'albero dell'acero, uno dei più importanti simboli di tutto il Canada.

I simboli nazionali del Canada sono i simboli usati in Canada per rappresentare la propria nazione e il proprio popolo. Il simbolo più importante, ossia la foglia d'acero canadese, risale ai primi anni del XVIII secolo ed è raffigurato sulla bandiera attuale e precedente, sul denaro, sullo stemma nazionale (come anche in quello reale), e sulle bandiere dell'esercito, aeronautica militare e marina.
Il simbolo della corona (The Crown) rappresenta la monarchia del Canada e appare nei principali stemmi usati dai parlamentari e dai ministri, nella bandiera del Primo ministro del Canada e negli stemmi di molte province e territori del Canada; inoltre compare presso le Canadian Forces, il Royal Military College of Canada, il Royal Canadian Mounted Police (RCMP), come molti altri reggimenti e corpi militari; negli edifici, nelle targhe e nei cartelli autostradali.
L'immagine della regina Elisabetta II del Regno Unito appare in tutti gli edifici pubblici dello Stato, nelle strutture militari e nelle scuole; e anche sui francobolli, su tutte le monete e sulla banconota da 20$.

## Simboli comuni

### Animali
Il Canada è conosciuto per le sue vaste foreste, per le sue catene di monti e anche per gli animali che lì vivono, come per esempio l'alce, il castoro, il caribu, l'orso polare, l'orso Grizzly, l'oca canadese e la lince canadese. L'importanza del castoro deriva dal fatto che all'arrivo degli europei, una delle maggiori attività economiche fosse proprio il commercio delle pellicce di castoro, utilizzate per capi di alta moda nel vecchio continente. Un altro motivo per l'importanza simbolica ricoperta dal castoro è la sua associazione al pensiero di industria, per il suo impegno continuo nella costruzione delle dighe. Il castoro inoltre appare sul retro della moneta da cinque centesimi di dollaro.
Anche il cavallo canadese è un simbolo canadese e generalmente è associato al reparto dei Mounties.

### Sport
Senza alcun dubbio in patria e nel resto del mondo il Canada è associato allo sport dell'hockey su ghiaccio, sport nazionale invernale, ma anche a quello del lacrosse, sport nazionale estivo. Questi due sport sono simbolo di unità e orgoglio nazionale per i successi su scala mondiale.

### Prodotti
I prodotti tipici sono quelli ricavabili dalle materie prime del territorio, come per esempio lo sciroppo d'acero, che nell'immaginario collettivo è uno dei simboli dell'identità culturale canadese.
Negli ultimi anni si è segnalata campagna pubblicitaria I Am Canadian promossa dalla ditta Molson, che con orgoglio vantava le origini canadesi di quella birra, fino a quando per ironia della sorte la ditta è stata rilevata dall'azienda statunitense Coors.

## Lista
| Simbolo                  | Immagine                              | Dichiarazione    |
| ------------------------ | ------------------------------------- | ---------------- |
| Bandiera nazionale       |                                       | 15 febbraio 1965 |
| Bandiera Reale e storica |                                       | 15 febbraio 1965 |
| Stemma Reale             |                                       | 1994             |
| Stemma Reale             | 1957                                  |                  |
| Monogramma Reale         |                                       | 2024             |
| Inno Reale               | · "God Save the King"                 | ?                |
| Inno nazionale           | · "O Canada"                          | 1º luglio 1980   |
| Motto                    | a mari usque ad mare (Da mare a mare) | 21 novembre 1921 |
| Albero                   | Acero                                 | 1996             |
| Emblema florale          | Foglia d'acero                        | c. 1860          |
| Animale nazionale        | Castoro                               | 1975             |
| Animale nazionale        | Cavallo canadese                      | 1909             |
| Sport nazionale          | Lacrosse                              | 12 maggio 1994   |
| Sport nazionale          | Hockey su ghiaccio                    | 12 maggio 1994   |
| Tartan                   | Maple Leaf Tartan (centro)            | 1964             |